# Sultanlar Ligi 2023-2024
La Sultanlar Ligi 2023-2024, 40ª edizione della massima serie del campionato turco di pallavolo femminile, si è svolta dal 14 ottobre 2023 al 21 aprile 2024: al torneo hanno partecipato quattordici squadre di club turche e la vittoria finale è andata per la settima volta, la seconda consecutiva, al Fenerbahçe.

## Regolamento

### Formula
Le squadre hanno disputato un girone all'italiana, con gare di andata e ritorno, per un totale di trenta giornate; al termine della regular season:
- Le prime quattro classificate hanno avuto accesso ai play-off scudetto, strutturati in semifinali, finale 3º posto, giocate al meglio di due vittorie su tre gare, e finale, giocata al meglio di tre vittorie su cinque gare, con incroci basati sul piazzamento in stagione regolare;
- Le squadre classificate dal quinto all'attavo posto hanno avuto accesso ai play-off per il quinto posto, strutturati in semifinali, finale 7º posto e finale 5º posto, giocate al meglio di due vittorie su tre gare, con incroci basati sul piazzamento in stagione regolare;
- Le ultime due classificate sono retrocesse in Voleybol 1. Ligi.

### Criteri di classifica
Se il risultato finale è stato di 3-0 o 3-1 sono stati assegnati 3 punti alla squadra vincente e 0 a quella sconfitta, se il risultato finale è stato di 3-2 sono stati assegnati 2 punti alla squadra vincente e 1 a quella sconfitta.
L'ordine del posizionamento in classifica è stato definito in base a:
- Numero di partite vinte;
- Punti;
- Ratio dei set vinti/persi;
- Ratio dei punti realizzati/subiti.

## Squadre partecipanti
Alla Sultanlar Ligi 2023-2024 partecipano quattordici squadre, tra le squadre aventi diritto di partecipazione:
- Il Beşiktaş e il Karayolları sono state promosse dalla Voleybol 1. Ligi.
- Il Sigorta Shop si è fuso con il Muratpaşa e partecipa con la nuova denominazione Muratpaşa Sigorta Shop[3].

| Club                   | Stagione | Città    | Impianto                        | Stagione precedente                                                 |
| ---------------------- | -------- | -------- | ------------------------------- | ------------------------------------------------------------------- |
| Aydın BB               | dettagli | Aydın    | Mimar Sinan Kapalı Spor Salonu  | 7ª in Sultanlar Ligi                                                |
| Beşiktaş               | dettagli | Istanbul | Süleyman Seba Spor Salonu       | 3ª in Voleybol 1. Ligi (Girone B), 1ª in finale play-off promozione |
| Çukurova               | dettagli | Adana    | Adana Atatürk Spor Salonu       | 9ª in Sultanlar Ligi                                                |
| Eczacıbaşı             | dettagli | Istanbul | Eczacıbaşı Spor Salonu          | 2ª in Sultanlar Ligi                                                |
| Fenerbahçe             | dettagli | Istanbul | Burhan Felek Spor Salonu        | Campione di Turchia                                                 |
| Galatasaray            | dettagli | Istanbul | Burhan Felek Spor Salonu        | 6ª in Sultanlar Ligi                                                |
| Karayolları            | dettagli | Ankara   | Başkent Voleybol Salonu         | 2ª in Voleybol 1. Ligi (Girone B), 2ª in finale play-off promozione |
| Kuzeyboru              | dettagli | Aksaray  | Aksaray Spor Salonu             | 10ª in Sultanlar Ligi                                               |
| Muratpaşa Sigorta Shop | dettagli | Adalia   | Süleyman Evcilmen Spor Salonu   | 12ª in Sultanlar Ligi                                               |
| Nilüfer                | dettagli | Bursa    | Cengiz Göllü Kapalı Spor Salonu | 5ª in Sultanlar Ligi                                                |
| PTT                    | dettagli | Ankara   | Başkent Voleybol Salonu         | 11ª in Sultanlar Ligi                                               |
| Sarıyer                | dettagli | Istanbul | Orman Fakültesi Spor Salonu     | 8ª in Sultanlar Ligi                                                |
| Türk Hava Yolları      | dettagli | Istanbul | Burhan Felek Spor Salonu        | 4ª in Sultanlar Ligi                                                |
| VakıfBank              | dettagli | Istanbul | VakıfBank Spor Sarayı           | 3ª in Sultanlar Ligi                                                |

## Torneo

### Regular season

#### Risultati
| Prima giornata |                                   |     |                                   |
|                |                                   |     |                                   |
| 14-10          | Çukurova - Muratpaşa Sigorta Shop | 0-3 | 22-25, 22-25, 23-25               |
| 14-10          | PTT - Kuzeyboru                   | 1-3 | 14-25, 18-25, 25-19, 25-27        |
| 14-10          | Sarıyer - Beşiktaş                | 2-3 | 15-25, 21-25, 25-13, 25-21, 13-15 |
| 14-10          | Fenerbahçe - Aydın BB             | 3-0 | 25-15, 29-27, 25-19               |
| 14-10          | Türk Hava Yolları - Eczacıbaşı    | 0-3 | 18-25, 21-25, 22-25               |
| 14-10          | VakıfBank - Karayolları           | 3-0 | 26-24, 25-19, 25-18               |
| 15-10          | Nilüfer - Galatasaray             | 3-2 | 25-20, 22-25, 25-20, 18-25, 15-13 |

| Seconda giornata |                                  |     |                                   |
|                  |                                  |     |                                   |
| 17-10            | Kuzeyboru - Türk Hava Yolları    | 3-1 | 25-21, 24-26, 25-21, 25-14        |
| 17-10            | Karayolları - PTT                | 0-3 | 24-26, 19-25, 15-25               |
| 17-10            | Aydın BB - Çukurova              | 1-3 | 18-25, 18-25, 25-22, 20-25        |
| 17-10            | Beşiktaş - VakıfBank             | 2-3 | 17-25, 20-25, 25-20, 26-24, 9-15  |
| 17-10            | Eczacıbaşı - Fenerbahçe          | 3-2 | 23-25, 25-23, 25-23, 18-25, 15-11 |
| 18-10            | Muratpaşa Sigorta Shop - Nilüfer | 3-2 | 25-21, 23-25, 25-19, 18-25, 17-15 |
| 24-10            | Galatasaray - Sarıyer            | 3-2 | 27-29, 25-16, 22-25, 25-22, 15-12 |

| Terza giornata |                                  |     |                                   |
|                |                                  |     |                                   |
| 21-10          | Çukurova - Nilüfer               | 2-3 | 25-21, 23-25, 16-25, 25-16, 11-15 |
| 21-10          | PTT - Beşiktaş                   | 3-1 | 25-19, 25-13, 18-25, 25-17        |
| 21-10          | Aydın BB - Eczacıbaşı            | 2-3 | 25-18, 25-23, 12-25, 18-25, 13-15 |
| 21-10          | Sarıyer - Muratpaşa Sigorta Shop | 3-1 | 20-25, 25-15, 25-14, 25-16        |
| 21-10          | Türk Hava Yolları - Karayolları  | 3-0 | 25-11, 25-22, 25-16               |
| 21-10          | Fenerbahçe - Kuzeyboru           | 3-0 | 25-23, 25-9, 25-22                |
| 21-10          | VakıfBank - Galatasaray          | 3-0 | 25-12, 25-15, 25-16               |

| Quarta giornata |                                    |     |                                   |
|                 |                                    |     |                                   |
| 28-10           | Kuzeyboru - Aydın BB               | 3-2 | 26-28, 21-25, 25-16, 25-20, 17-15 |
| 28-10           | Karayolları - Fenerbahçe           | 0-3 | 7-25, 19-25, 16-25                |
| 28-10           | Muratpaşa Sigorta Shop - VakıfBank | 1-3 | 24-26, 22-25, 25-22, 20-25        |
| 28-10           | Nilüfer - Sarıyer                  | 3-1 | 25-23, 25-21, 16-25, 25-18        |
| 28-10           | Galatasaray - PTT                  | 3-0 | 25-23, 25-16, 25-20               |
| 28-10           | Beşiktaş - Türk Hava Yolları       | 0-3 | 19-25, 20-25, 20-25               |
| 28-10           | Eczacıbaşı - Çukurova              | 3-0 | 25-20, 25-17, 25-12               |

| Quinta giornata |                                 |     |                                   |
|                 |                                 |     |                                   |
| 31-10           | Çukurova - Sarıyer              | 2-3 | 15-25, 17-25, 25-21, 25-10, 12-15 |
| 31-10           | PTT - Muratpaşa Sigorta Shop    | 0-3 | 18-25, 23-25, 18-25               |
| 31-10           | Aydın BB - Karayolları          | 3-0 | 25-14, 25-15, 26-24               |
| 31-10           | Türk Hava Yolları - Galatasaray | 3-1 | 25-18, 23-25, 25-23, 25-15        |
| 31-10           | Fenerbahçe - Beşiktaş           | 3-0 | 25-22, 26-24, 25-10               |
| 31-10           | Eczacıbaşı - Kuzeyboru          | 3-0 | 25-22, 25-18, 25-20               |
| 31-10           | VakıfBank - Nilüfer             | 3-1 | 25-16, 22-25, 25-16, 25-19        |

| Sesta giornata |                                            |     |                                  |
|                |                                            |     |                                  |
| 04-11          | Kuzeyboru - Çukurova                       | 3-0 | 27-25, 25-22, 25-15              |
| 04-11          | Karayolları - Eczacıbaşı                   | 0-3 | 19-25, 24-26, 18-25              |
| 04-11          | Muratpaşa Sigorta Shop - Türk Hava Yolları | 3-1 | 25-15, 25-19, 27-29, 26-24       |
| 04-11          | Nilüfer - PTT                              | 3-2 | 25-22, 25-18, 18-25, 24-26, 15-7 |
| 04-11          | Sarıyer - VakıfBank                        | 0-3 | 14-25, 21-25, 18-25              |
| 04-11          | Galatasaray - Fenerbahçe                   | 1-3 | 24-26, 25-19, 19-25, 22-25       |
| 04-11          | Beşiktaş - Aydın BB                        | 3-0 | 25-16, 25-23, 26-24              |

| Settima giornata |                                     |     |                                   |
|                  |                                     |     |                                   |
| 10-11            | PTT - Sarıyer                       | 0-3 | 15-25, 22-25, 20-25               |
| 11-11            | Çukurova - VakıfBank                | 0-3 | 19-25, 20-25, 21-25               |
| 11-11            | Kuzeyboru - Karayolları             | 3-0 | 25-20, 26-24, 25-18               |
| 11-11            | Fenerbahçe - Muratpaşa Sigorta Shop | 3-1 | 22-25, 25-23, 25-13, 25-16        |
| 11-11            | Türk Hava Yolları - Nilüfer         | 3-1 | 25-23, 29-31, 25-17, 25-14        |
| 11-11            | Eczacıbaşı - Beşiktaş               | 3-0 | 25-18, 25-21, 25-19               |
| 12-11            | Aydın BB - Galatasaray              | 3-2 | 25-23, 18-25, 25-16, 23-25, 16-14 |

| Ottava giornata |                                   |     |                                   |
|                 |                                   |     |                                   |
| 17-11           | VakıfBank - PTT                   | 3-0 | 25-16, 25-15, 25-21               |
| 18-11           | Karayolları - Çukurova            | 2-3 | 25-21, 25-21, 22-25, 22-25, 11-15 |
| 18-11           | Muratpaşa Sigorta Shop - Aydın BB | 2-3 | 21-25, 25-13, 22-25, 25-15, 11-15 |
| 18-11           | Nilüfer - Fenerbahçe              | 1-3 | 17-25, 18-25, 25-20, 22-25        |
| 18-11           | Sarıyer - Türk Hava Yolları       | 0-3 | 12-25, 24-26, 18-25               |
| 18-11           | Beşiktaş - Kuzeyboru              | 2-3 | 18-25, 25-18, 22-25, 25-19, 11-15 |
| 19-11           | Galatasaray - Eczacıbaşı          | 0-3 | 16-25, 12-25, 18-25               |

| Nona giornata |                                     |     |                            |
|               |                                     |     |                            |
| 21-11         | Çukurova - PTT                      | 1-3 | 25-16, 20-25, 22-25, 21-25 |
| 21-11         | Karayolları - Beşiktaş              | 1-3 | 19-25, 26-24, 14-25, 16-25 |
| 21-11         | Aydın BB - Nilüfer                  | 3-1 | 25-22, 18-25, 25-19, 25-23 |
| 21-11         | Fenerbahçe - Sarıyer                | 3-0 | 25-14, 25-14, 25-14        |
| 21-11         | Türk Hava Yolları - VakıfBank       | 1-3 | 23-25, 25-27, 25-17, 23-25 |
| 22-11         | Kuzeyboru - Galatasaray             | 3-0 | 25-23, 25-20, 25-16        |
| 22-11         | Eczacıbaşı - Muratpaşa Sigorta Shop | 3-0 | 25-10, 25-18, 25-15        |

| Decima giornata |                                    |     |                                   |
|                 |                                    |     |                                   |
| 24-11           | VakıfBank - Fenerbahçe             | 1-3 | 24-26, 20-25, 25-21, 20-25        |
| 25-11           | PTT - Türk Hava Yolları            | 0-3 | 23-25, 17-25, 19-25               |
| 25-11           | Nilüfer - Eczacıbaşı               | 0-3 | 9-25, 21-25, 18-25                |
| 25-11           | Sarıyer - Aydın BB                 | 3-0 | 25-22, 25-19, 25-16               |
| 25-11           | Beşiktaş - Çukurova                | 0-3 | 28-30, 24-26, 24-26               |
| 25-11           | Galatasaray - Karayolları          | 3-1 | 23-25, 25-13, 25-22, 25-15        |
| 26-11           | Muratpaşa Sigorta Shop - Kuzeyboru | 3-2 | 12-25, 27-25, 12-25, 25-18, 16-14 |

| Undicesima giornata |                                      |     |                                   |
|                     |                                      |     |                                   |
| 01-12               | Karayolları - Muratpaşa Sigorta Shop | 0-3 | 22-25, 22-25, 17-25               |
| 02-12               | Çukurova - Türk Hava Yolları         | 2-3 | 25-20, 25-23, 16-25, 20-25, 11-15 |
| 02-12               | Kuzeyboru - Nilüfer                  | 3-0 | 25-19, 25-13, 25-15               |
| 02-12               | Aydın BB - VakıfBank                 | 2-3 | 12-25, 25-20, 20-25, 25-19, 10-15 |
| 02-12               | Fenerbahçe - PTT                     | 3-0 | 26-24, 25-12, 25-17               |
| 02-12               | Eczacıbaşı - Sarıyer                 | 3-1 | 23-25, 25-21, 25-23, 25-23        |
| 03-12               | Beşiktaş - Galatasaray               | 1-3 | 25-16, 22-25, 19-25, 12-25        |

| Dodicesima giornata |                                   |     |                                   |
|                     |                                   |     |                                   |
| 25-10               | VakıfBank - Eczacıbaşı            | 3-0 | 25-23, 25-20, 25-22               |
| 08-12               | PTT - Aydın BB                    | 3-2 | 17-25, 25-20, 25-23, 22-25, 15-11 |
| 09-12               | Muratpaşa Sigorta Shop - Beşiktaş | 2-3 | 18-25, 25-19, 23-25, 25-19, 12-15 |
| 09-12               | Nilüfer - Karayolları             | 3-0 | 25-16, 25-13, 25-18               |
| 09-12               | Sarıyer - Kuzeyboru               | 2-3 | 25-20, 16-25, 20-25, 26-24, 13-15 |
| 09-12               | Türk Hava Yolları - Fenerbahçe    | 1-3 | 16-25, 21-25, 25-22, 20-25        |
| 09-12               | Galatasaray - Çukurova            | 3-2 | 23-25, 19-25, 25-18, 25-17, 15-8  |

| Tredicesima giornata |                                      |     |                                   |
|                      |                                      |     |                                   |
| 16-12                | Çukurova - Fenerbahçe                | 0-3 | 19-25, 19-25, 17-25               |
| 16-12                | Karayolları - Sarıyer                | 3-1 | 25-21, 17-25, 25-23, 25-22        |
| 16-12                | Aydın BB - Türk Hava Yolları         | 1-3 | 25-23, 20-25, 17-25, 21-25        |
| 16-12                | Galatasaray - Muratpaşa Sigorta Shop | 3-2 | 25-21, 26-24, 23-25, 27-29, 15-11 |
| 16-12                | Beşiktaş - Nilüfer                   | 1-3 | 23-25, 25-18, 21-25, 22-25        |
| 22-12                | Kuzeyboru - VakıfBank                | 1-3 | 22-25, 20-25, 26-24, 19-25        |
| 22-12                | Eczacıbaşı - PTT                     | 3-0 | 25-17, 25-16, 25-12               |

| Quattordicesima giornata |                                   |     |                                  |
|                          |                                   |     |                                  |
| 05-01                    | Karayolları - VakıfBank           | 0-3 | 12-25, 14-25, 18-25              |
| 06-01                    | Eczacıbaşı - Türk Hava Yolları    | 3-0 | 27-25, 25-17, 25-23              |
| 07-01                    | Kuzeyboru - PTT                   | 3-2 | 21-25, 25-23, 13-25, 25-23, 15-7 |
| 07-01                    | Muratpaşa Sigorta Shop - Çukurova | 3-1 | 25-21, 23-25, 25-20, 25-18       |
| 07-01                    | Aydın BB - Fenerbahçe             | 0-3 | 22-25, 23-25, 17-25              |
| 07-01                    | Beşiktaş - Sarıyer                | 3-1 | 25-19, 25-20, 22-25, 25-22       |
| 07-01                    | Galatasaray - Nilüfer             | 3-0 | 25-22, 25-9, 25-19               |

| Quindicesima giornata |                                  |     |                                   |
|                       |                                  |     |                                   |
| 13-01                 | VakıfBank - Beşiktaş             | 3-1 | 25-19, 26-24, 28-30, 25-19        |
| 14-01                 | Çukurova - Aydın BB              | 3-1 | 23-25, 25-22, 25-22, 25-23        |
| 14-01                 | PTT - Karayolları                | 3-2 | 25-20, 18-25, 25-15, 23-25, 15-12 |
| 14-01                 | Nilüfer - Muratpaşa Sigorta Shop | 3-0 | 25-23, 25-15, 27-25               |
| 14-01                 | Sarıyer - Galatasaray            | 0-3 | 15-25, 17-25, 11-25               |
| 14-01                 | Türk Hava Yolları - Kuzeyboru    | 3-1 | 25-20, 25-27, 25-20, 28-26        |
| 28-03                 | Fenerbahçe - Eczacıbaşı          | 3-2 | 19-25, 25-22, 25-21, 19-25, 15-10 |

| Sedicesima giornata |                                  |     |                                  |
|                     |                                  |     |                                  |
| 20-01               | Eczacıbaşı - Aydın BB            | 3-1 | 26-28, 25-23, 25-22, 26-24       |
| 21-01               | Kuzeyboru - Fenerbahçe           | 1-3 | 19-25, 31-33, 25-22, 15-25       |
| 21-01               | Karayolları - Türk Hava Yolları  | 0-3 | 14-25, 23-25, 20-25              |
| 21-01               | Muratpaşa Sigorta Shop - Sarıyer | 3-0 | 25-15, 25-15, 25-14              |
| 21-01               | Nilüfer - Çukurova               | 0-3 | 27-29, 23-25, 22-25              |
| 21-01               | Beşiktaş - PTT                   | 3-2 | 20-25, 25-21, 20-25, 26-24, 15-3 |
| 21-01               | Galatasaray - VakıfBank          | 0-3 | 16-25, 20-25, 22-25              |

| Diciassettesima giornata |                                    |     |                            |
|                          |                                    |     |                            |
| 24-01                    | Çukurova - Eczacıbaşı              | 1-3 | 20-25, 25-20, 14-25, 24-26 |
| 24-01                    | PTT - Galatasaray                  | 0-3 | 14-25, 18-25, 29-31        |
| 24-01                    | Aydın BB - Kuzeyboru               | 3-1 | 25-17, 17-25, 25-23, 25-23 |
| 24-01                    | Sarıyer - Nilüfer                  | 1-3 | 11-25, 17-25, 25-13, 21-25 |
| 24-01                    | Fenerbahçe - Karayolları           | 3-0 | 25-20, 25-22, 25-18        |
| 24-01                    | Türk Hava Yolları - Beşiktaş       | 3-0 | 25-14, 25-14, 25-23        |
| 24-01                    | VakıfBank - Muratpaşa Sigorta Shop | 3-0 | 27-25, 25-20, 26-24        |

| Diciottesima giornata |                                 |     |                                   |
|                       |                                 |     |                                   |
| 28-01                 | Kuzeyboru - Eczacıbaşı          | 0-3 | 20-25, 26-28, 16-25               |
| 28-01                 | Muratpaşa Sigorta Shop - PTT    | 3-0 | 25-18, 25-15, 25-18               |
| 28-01                 | Sarıyer - Çukurova              | 2-3 | 25-20, 17-25, 26-28, 25-22, 11-15 |
| 28-01                 | Beşiktaş - Fenerbahçe           | 0-3 | 24-26, 21-25, 16-25               |
| 28-01                 | Galatasaray - Türk Hava Yolları | 0-3 | 21-25, 17-25, 16-25               |
| 29-01                 | Karayolları - Aydın BB          | 2-3 | 25-21, 23-25, 21-25, 25-23, 13-15 |
| 28-03                 | Nilüfer - VakıfBank             | 2-3 | 17-25, 25-21, 31-29, 14-25, 5-15  |

| Diciannovesima giornata |                                            |     |                                   |
|                         |                                            |     |                                   |
| 04-02                   | Çukurova - Kuzeyboru                       | 2-3 | 25-20, 22-25, 25-11, 24-26, 15-17 |
| 04-02                   | PTT - Nilüfer                              | 1-3 | 19-25, 23-25, 28-26, 20-25        |
| 04-02                   | Aydın BB - Beşiktaş                        | 0-3 | 26-28, 23-25, 17-25               |
| 04-02                   | Türk Hava Yolları - Muratpaşa Sigorta Shop | 3-0 | 27-25, 25-17, 25-20               |
| 04-02                   | Fenerbahçe - Galatasaray                   | 3-0 | 25-20, 25-18, 25-20               |
| 04-02                   | Eczacıbaşı - Karayolları                   | 3-0 | 25-22, 25-11, 25-17               |
| 04-02                   | VakıfBank - Sarıyer                        | 3-0 | 25-19, 25-18, 25-15               |

| Ventesima giornata |                                     |     |                                   |
|                    |                                     |     |                                   |
| 11-02              | Karayolları - Kuzeyboru             | 0-3 | 13-25, 12-25, 16-25               |
| 11-02              | Muratpaşa Sigorta Shop - Fenerbahçe | 0-3 | 17-25, 20-25, 19-25               |
| 11-02              | Nilüfer - Türk Hava Yolları         | 1-3 | 25-20, 17-25, 22-25, 23-25        |
| 11-02              | Sarıyer - PTT                       | 3-0 | 25-22, 25-23, 25-23               |
| 11-02              | Galatasaray - Aydın BB              | 3-2 | 25-18, 22-25, 25-22, 20-25, 16-14 |
| 11-02              | Beşiktaş - Eczacıbaşı               | 0-3 | 23-25, 17-25, 8-25                |
| 11-02              | VakıfBank - Çukurova                | 3-1 | 25-19, 23-25, 25-23, 25-17        |

| Ventunesima giornata |                                   |     |                                   |
|                      |                                   |     |                                   |
| 16-02                | PTT - VakıfBank                   | 0-3 | 25-27, 17-25, 18-25               |
| 17-02                | Fenerbahçe - Nilüfer              | 3-0 | 25-23, 25-15, 25-17               |
| 17-02                | Eczacıbaşı - Galatasaray          | 3-0 | 25-21, 28-26, 25-21               |
| 18-02                | Çukurova - Karayolları            | 3-0 | 25-19, 25-18, 25-18               |
| 18-02                | Kuzeyboru - Beşiktaş              | 3-0 | 25-18, 25-19, 25-21               |
| 18-02                | Aydın BB - Muratpaşa Sigorta Shop | 2-3 | 19-25, 25-16, 22-25, 25-21, 14-16 |
| 18-02                | Türk Hava Yolları - Sarıyer       | 3-1 | 25-8, 21-25, 25-13, 25-18         |

| Ventiduesima giornata |                                     |     |                                   |
|                       |                                     |     |                                   |
| 24-02                 | VakıfBank - Türk Hava Yolları       | 3-1 | 17-25, 25-21, 25-22, 27-25        |
| 25-02                 | Muratpaşa Sigorta Shop - Eczacıbaşı | 0-3 | 22-25, 22-25, 31-33               |
| 25-02                 | Nilüfer - Aydın BB                  | 3-2 | 23-25, 18-25, 25-11, 25-21, 18-16 |
| 25-02                 | Sarıyer - Fenerbahçe                | 0-3 | 15-25, 10-25, 15-25               |
| 25-02                 | Galatasaray - Kuzeyboru             | 2-3 | 23-25, 18-25, 25-15, 25-20, 9-15  |
| 25-02                 | Beşiktaş - Karayolları              | 3-0 | 25-17, 25-18, 25-9                |
| 26-02                 | PTT - Çukurova                      | 3-1 | 23-25, 25-23, 25-19, 25-21        |

| Ventitreesima giornata |                                    |     |                                   |
|                        |                                    |     |                                   |
| 02-03                  | Çukurova - Beşiktaş                | 3-2 | 25-21, 22-25, 22-25, 25-21, 15-11 |
| 03-03                  | Kuzeyboru - Muratpaşa Sigorta Shop | 3-1 | 26-24, 25-18, 17-25, 25-15        |
| 03-03                  | Karayolları - Galatasaray          | 0-3 | 19-25, 26-28, 20-25               |
| 03-03                  | Aydın BB - Sarıyer                 | 3-1 | 23-25, 25-19, 25-14, 25-21        |
| 03-03                  | Türk Hava Yolları - PTT            | 3-2 | 27-29, 25-16, 23-25, 25-10, 15-12 |
| 03-03                  | Fenerbahçe - VakıfBank             | 3-1 | 25-13, 22-25, 25-18, 25-21        |
| 03-03                  | Eczacıbaşı - Nilüfer               | 3-0 | 25-17, 25-14, 28-26               |

| Ventiquattresima giornata |                                      |     |                                   |
|                           |                                      |     |                                   |
| 06-03                     | PTT - Fenerbahçe                     | 0-3 | 21-25, 24-26, 18-25               |
| 06-03                     | Muratpaşa Sigorta Shop - Karayolları | 3-2 | 25-22, 22-25, 25-17, 22-25, 15-7  |
| 06-03                     | Nilüfer - Kuzeyboru                  | 0-3 | 16-25, 23-25, 18-25               |
| 06-03                     | Sarıyer - Eczacıbaşı                 | 0-3 | 25-27, 18-25, 23-25               |
| 06-03                     | Türk Hava Yolları - Çukurova         | 3-0 | 28-26, 25-23, 30-28               |
| 06-03                     | Galatasaray - Beşiktaş               | 3-2 | 24-26, 30-32, 25-20, 25-17, 15-13 |
| 06-03                     | VakıfBank - Aydın BB                 | 3-1 | 30-28, 25-23, 23-25, 25-23        |

| Venticinquesima giornata |                                   |     |                                   |
|                          |                                   |     |                                   |
| 09-03                    | Fenerbahçe - Türk Hava Yolları    | 2-3 | 23-25, 19-25, 25-21, 25-18, 11-15 |
| 10-03                    | Çukurova - Galatasaray            | 0-3 | 15-25, 19-25, 13-25               |
| 10-03                    | Kuzeyboru - Sarıyer               | 3-0 | 26-24, 25-13, 25-15               |
| 10-03                    | Karayolları - Nilüfer             | 1-3 | 17-25, 25-19, 25-27, 17-25        |
| 10-03                    | Aydın BB - PTT                    | 3-0 | 25-16, 25-17, 25-17               |
| 10-03                    | Beşiktaş - Muratpaşa Sigorta Shop | 3-1 | 25-20, 28-26, 21-25, 25-19        |
| 10-03                    | Eczacıbaşı - VakıfBank            | 0-3 | 18-25, 22-25, 23-25               |

| Ventiseiesima giornata |                                      |     |                            |
|                        |                                      |     |                            |
| 16-03                  | PTT - Eczacıbaşı                     | 1-3 | 25-22, 20-25, 13-25, 23-25 |
| 16-03                  | Fenerbahçe - Çukurova                | 3-1 | 25-19, 20-25, 25-20, 25-11 |
| 17-03                  | Muratpaşa Sigorta Shop - Galatasaray | 0-3 | 25-27, 13-25, 16-25        |
| 17-03                  | Sarıyer - Karayolları                | 3-1 | 25-20, 22-25, 25-20, 25-12 |
| 17-03                  | Türk Hava Yolları - Aydın BB         | 3-0 | 25-16, 26-24, 25-15        |
| 17-03                  | VakıfBank - Kuzeyboru                | 3-1 | 22-25, 25-19, 25-11, 25-16 |
| 19-03                  | Nilüfer - Beşiktaş                   | 3-0 | 25-21, 25-15, 25-22        |

#### Classifica
| Pos. | Squadra                | Pt | G  | V  | P  | SV | SP | Ratio | PF    | PS    | Ratio |
| ---- | ---------------------- | -- | -- | -- | -- | -- | -- | ----- | ----- | ----- | ----- |
| 1.   | Fenerbahçe             | 73 | 26 | 24 | 2  | 76 | 16 | 4,750 | 2 224 | 1 793 | 1,240 |
| 2.   | VakıfBank              | 69 | 26 | 24 | 2  | 74 | 21 | 3,524 | 2 284 | 1 944 | 1,175 |
| 3.   | Eczacıbaşı             | 68 | 26 | 23 | 3  | 71 | 17 | 4,176 | 2 133 | 1 768 | 1,206 |
| 4.   | Türk Hava Yolları      | 54 | 26 | 19 | 7  | 62 | 33 | 1,879 | 2 249 | 2 001 | 1,124 |
| 5.   | Kuzeyboru              | 46 | 26 | 17 | 9  | 58 | 42 | 1,381 | 2 227 | 2 119 | 1,051 |
| 6.   | Galatasaray            | 40 | 26 | 14 | 12 | 50 | 48 | 1,042 | 2 152 | 2 084 | 1,033 |
| 7.   | Nilüfer                | 34 | 26 | 12 | 14 | 45 | 55 | 0,818 | 2 121 | 2 232 | 0,950 |
| 8.   | Muratpaşa Sigorta Shop | 32 | 26 | 11 | 15 | 44 | 55 | 0,800 | 2 137 | 2 202 | 0,970 |
| 9.   | Beşiktaş               | 28 | 26 | 9  | 17 | 39 | 60 | 0,650 | 2 101 | 2 228 | 0,943 |
| 10.  | Aydın BB               | 28 | 26 | 8  | 18 | 43 | 63 | 0,683 | 2 259 | 2 378 | 0,950 |
| 11.  | Çukurova               | 26 | 26 | 8  | 18 | 40 | 62 | 0,645 | 2 171 | 2 311 | 0,939 |
| 12.  | Sarıyer                | 21 | 26 | 6  | 20 | 33 | 64 | 0,516 | 1 939 | 2 194 | 0,884 |
| 13.  | PTT                    | 20 | 26 | 6  | 20 | 29 | 67 | 0,433 | 1 949 | 2 215 | 0,880 |
| 14.  | Karayolları            | 7  | 26 | 1  | 25 | 15 | 76 | 0,197 | 1 718 | 2 195 | 0,783 |

      Qualificata ai play-off scudetto.
      Qualificata ai play-off 5º posto.
      Retrocessa in Voleybol 1. Ligi.

### Play-off scudetto

#### Tabellone
|  | Semifinali | Semifinali        | Semifinali | Semifinali | Semifinali |   |            | Finale          | Finale            | Finale          | Finale          | Finale          | Finale          | Finale          |  |
|  |            |                   |            |            |            |   |            |                 |                   |                 |                 |                 |                 |                 |  |
|  | 1          | Fenerbahçe        | 3          | 3          |            |   |            |                 |                   |                 |                 |                 |                 |                 |  |
|  | 1          | Fenerbahçe        | 3          | 3          |            |   |            |                 |                   |                 |                 |                 |                 |                 |  |
|  | 4          | Türk Hava Yolları | 0          | 1          |            |   |            |                 |                   |                 |                 |                 |                 |                 |  |
|  | 4          | Türk Hava Yolları | 0          | 1          |            | 1 | Fenerbahçe | 3               | 2                 | 3               | 0               | 3               |                 |                 |  |
|  |            |                   |            |            |            | 1 | Fenerbahçe | 3               | 2                 | 3               | 0               | 3               |                 |                 |  |
|  |            |                   | 3          | Eczacıbaşı | 1          | 3 | 0          | 3               | 0                 |                 |                 |                 |                 |                 |  |
|  | 2          | VakıfBank         | 3          | Eczacıbaşı | 1          | 3 | 0          | 3               | 0                 | 1               | 0               |                 |                 |                 |  |
|  | 2          | VakıfBank         |            |            |            |   |            |                 |                   | 1               | 0               |                 |                 |                 |  |
|  | 3          | Eczacıbaşı        | 3          | 3          |            |   |            | Finale 3º posto | Finale 3º posto   | Finale 3º posto | Finale 3º posto | Finale 3º posto | Finale 3º posto | Finale 3º posto |  |
|  | 3          | Eczacıbaşı        | 3          | 3          |            |   |            |                 |                   |                 |                 |                 |                 |                 |  |
|  |            |                   |            |            |            |   |            |                 |                   |                 |                 |                 |                 |                 |  |
|  |            |                   |            |            |            |   |            | 2               | VakıfBank         | 3               | 3               |                 |                 |                 |  |
|  |            |                   |            |            |            |   |            | 2               | VakıfBank         | 3               | 3               |                 |                 |                 |  |
|  |            |                   |            |            |            |   |            | 4               | Türk Hava Yolları | 0               | 0               |                 |                 |                 |  |

#### Semifinali
| Gara 1 |                                |     |                            |
|        |                                |     |                            |
| 01-04  | Türk Hava Yolları - Fenerbahçe | 0-3 | 18-25, 20-25, 16-25        |
| 01-04  | Eczacıbaşı - VakıfBank         | 3-1 | 25-11, 23-25, 25-21, 25-15 |

| Gara 2 |                                |     |                            |
|        |                                |     |                            |
| 04-04  | Fenerbahçe - Türk Hava Yolları | 3-1 | 25-23, 17-25, 25-23, 25-14 |
| 04-04  | VakıfBank - Eczacıbaşı         | 0-3 | 23-25, 20-25, 22-25        |

#### Finale 3º posto
| Gara 1 |                               |     |                     |
|        |                               |     |                     |
| 09-04  | Türk Hava Yolları - VakıfBank | 0-3 | 20-25, 19-25, 18-25 |

| Gara 2 |                               |     |                     |
|        |                               |     |                     |
| 12-04  | VakıfBank - Türk Hava Yolları | 3-0 | 25-22, 25-22, 25-14 |

#### Finale
| Gara 1 |                         |     |                            |
|        |                         |     |                            |
| 09-04  | Eczacıbaşı - Fenerbahçe | 1-3 | 22-25, 27-25, 23-25, 25-27 |

| Gara 2 |                         |     |                                  |
|        |                         |     |                                  |
| 13-04  | Fenerbahçe - Eczacıbaşı | 2-3 | 25-21, 22-25, 25-14, 14-25, 9-15 |

| Gara 3 |                         |     |                     |
|        |                         |     |                     |
| 15-04  | Fenerbahçe - Eczacıbaşı | 3-0 | 25-18, 25-19, 25-22 |

| Gara 4 |                         |     |                     |
|        |                         |     |                     |
| 18-04  | Eczacıbaşı - Fenerbahçe | 3-0 | 25-21, 25-21, 25-21 |

| \| Gara 5 \| \| \| \| \| \| \| \| \| \| 21-04 \| Fenerbahçe - Eczacıbaşı \| 3-0 \| 25-18, 25-22, 27-25 \| |                         |     |                     |
| Gara 5 |                         |     |                     |
| |                         |     |                     |
| 21-04 | Fenerbahçe - Eczacıbaşı | 3-0 | 25-18, 25-22, 27-25 |

### Play-off 5º posto

#### Tabellone
|  | Semifinali | Semifinali             | Semifinali | Semifinali  | Semifinali |   |           | Finale          | Finale                 | Finale          | Finale          | Finale          |  |
|  |            |                        |            |             |            |   |           |                 |                        |                 |                 |                 |  |
|  | 5          | Kuzeyboru              | 3          | 3           |            |   |           |                 |                        |                 |                 |                 |  |
|  | 5          | Kuzeyboru              | 3          | 3           |            |   |           |                 |                        |                 |                 |                 |  |
|  | 8          | Muratpaşa Sigorta Shop | 0          | 1           |            |   |           |                 |                        |                 |                 |                 |  |
|  | 8          | Muratpaşa Sigorta Shop | 0          | 1           |            | 5 | Kuzeyboru | 3               | 2                      | 3               |                 |                 |  |
|  |            |                        |            |             |            | 5 | Kuzeyboru | 3               | 2                      | 3               |                 |                 |  |
|  |            |                        | 6          | Galatasaray | 2          | 3 | 1         |                 |                        |                 |                 |                 |  |
|  | 6          | Galatasaray            | 6          | Galatasaray | 2          | 3 | 1         | 3               | 3                      |                 |                 |                 |  |
|  | 6          | Galatasaray            |            |             |            |   |           | 3               | 3                      |                 |                 |                 |  |
|  | 7          | Nilüfer                | 0          | 1           |            |   |           | Finale 3º posto | Finale 3º posto        | Finale 3º posto | Finale 3º posto | Finale 3º posto |  |
|  | 7          | Nilüfer                | 0          | 1           |            |   |           |                 |                        |                 |                 |                 |  |
|  |            |                        |            |             |            |   |           |                 |                        |                 |                 |                 |  |
|  |            |                        |            |             |            |   |           | 7               | Nilüfer                | 3               | 3               |                 |  |
|  |            |                        |            |             |            |   |           | 7               | Nilüfer                | 3               | 3               |                 |  |
|  |            |                        |            |             |            |   |           | 8               | Muratpaşa Sigorta Shop | 0               | 0               |                 |  |

#### Semifinali
| Gara 1 |                                    |     |                     |
|        |                                    |     |                     |
| 02-04  | Muratpaşa Sigorta Shop - Kuzeyboru | 0-3 | 21-25, 20-25, 13-25 |
| 02-04  | Nilüfer - Galatasaray              | 0-3 | 23-25, 15-25, 22-25 |

| Gara 2 |                                    |     |                            |
|        |                                    |     |                            |
| 05-04  | Kuzeyboru - Muratpaşa Sigorta Shop | 3-1 | 25-23, 25-19, 20-25, 25-18 |
| 05-04  | Galatasaray - Nilüfer              | 3-1 | 19-25, 25-21, 25-14, 25-20 |

#### Finale 7º posto
| Gara 1 |                                  |     |                     |
|        |                                  |     |                     |
| 10-04  | Muratpaşa Sigorta Shop - Nilüfer | 0-3 | 21-25, 10-25, 22-25 |

| Gara 2 |                                  |     |                     |
|        |                                  |     |                     |
| 13-04  | Nilüfer - Muratpaşa Sigorta Shop | 3-0 | 25-16, 25-22, 25-17 |

#### Finale 5º posto
| Gara 1 |                         |     |                                  |
|        |                         |     |                                  |
| 10-04  | Galatasaray - Kuzeyboru | 2-3 | 25-23, 19-25, 19-25, 25-20, 7-15 |

| Gara 2 |                         |     |                                   |
|        |                         |     |                                   |
| 13-04  | Kuzeyboru - Galatasaray | 2-3 | 25-17, 25-22, 19-25, 20-25, 13-15 |

| \| Gara 3 \| \| \| \| \| \| \| \| \| \| 15-04 \| Kuzeyboru - Galatasaray \| 1-3 \| 25-18, 24-26, 25-16, 25-19 \| |                         |     |                            |
| Gara 3 |                         |     |                            |
| |                         |     |                            |
| 15-04 | Kuzeyboru - Galatasaray | 1-3 | 25-18, 24-26, 25-16, 25-19 |

## Premi individuali
| Premio                 | Nome                  | Squadra    |
| ---------------------- | --------------------- | ---------- |
| MVP                    | Melissa Vargas        | Fenerbahçe |
| Miglior palleggiatrice | Bojana Živković       | Fenerbahçe |
| Miglior opposto        | Tijana Bošković       | Eczacıbaşı |
| Miglior schiacciatrice | Ana Cristina de Souza | Fenerbahçe |
| Miglior centrale       | Eda Erdem             | Fenerbahçe |
| Miglior libero         | Gizem Örge            | Fenerbahçe |
| Premio speciale        | Melissa Vargas        | Fenerbahçe |

## Classifica finale
| Pos | Squadra                | Qualificazione           |
| --- | ---------------------- | ------------------------ |
|     | Fenerbahçe             | Champions League 2024-25 |
| 2   | Eczacıbaşı             | Champions League 2024-25 |
| 3   | VakıfBank              | Champions League 2024-25 |
| 4   | Türk Hava Yolları      | Coppa CEV 2024-25        |
| 5   | Kuzeyboru              | Challenge Cup 2024-25    |
| 6   | Galatasaray            | BVA Cup 2024             |
| 7   | Nilüfer                |                          |
| 8   | Muratpaşa Sigorta Shop |                          |
| 9   | Beşiktaş               |                          |
| 10  | Aydın BB               |                          |
| 11  | Çukurova               |                          |
| 12  | Sarıyer                |                          |
| 13  | PTT                    | Voleybol 1. Ligi 2024-25 |
| 14  | Karayolları            | Voleybol 1. Ligi 2024-25 |

## Statistiche
| Rendimento individuale | Rendimento individuale | Rendimento individuale | Rendimento individuale |
| Pos.                   | Nome                   | Punti                  | Squadra                |
| ---------------------- | ---------------------- | ---------------------- | ---------------------- |
| 1                      | Kiera Van Ryk          | 581                    | Türk Hava Yolları      |
| 2                      | Tijana Bošković        | 568                    | Eczacıbaşı             |
| 3                      | Sarah Wilhite          | 532                    | Kuzeyboru              |
| 4                      | Anna Nicoletti         | 524                    | Aydın BB               |
| 5                      | Gaila González         | 512                    | Kuzeyboru              |
| 6                      | Arina Fedorovceva      | 499                    | Fenerbahçe             |
| 7                      | Logan Eggleston        | 484                    | Galatasaray            |
| 8                      | Lucille Gicquel        | 476                    | Nilüfer                |
| 9                      | Stephanie Samedy       | 460                    | Muratpaşa Sigorta Shop |
| 9                      | İlkin Aydın            | 460                    | Galatasaray            |

| Attacchi vincenti | Attacchi vincenti | Attacchi vincenti | Attacchi vincenti      |
| Pos.              | Nome              | Punti             | Squadra                |
| ----------------- | ----------------- | ----------------- | ---------------------- |
| 1                 | Kiera Van Ryk     | 505               | Türk Hava Yolları      |
| 2                 | Tijana Bošković   | 493               | Eczacıbaşı             |
| 3                 | Sarah Wilhite     | 464               | Kuzeyboru              |
| 4                 | Anna Nicoletti    | 460               | Aydın BB               |
| 5                 | Gaila González    | 447               | Kuzeyboru              |
| 6                 | Stephanie Samedy  | 426               | Muratpaşa Sigorta Shop |
| 7                 | Logan Eggleston   | 422               | Galatasaray            |
| 8                 | İlkin Aydın       | 394               | Galatasaray            |
| 9                 | Lucille Gicquel   | 389               | Nilüfer                |
| 10                | Arina Fedorovceva | 374               | Fenerbahçe             |

| Muri vincenti | Muri vincenti  | Muri vincenti | Muri vincenti     |
| Pos.          | Nome           | Punti         | Squadra           |
| ------------- | -------------- | ------------- | ----------------- |
| 1             | Aslı Kalaç     | 89            | Fenerbahçe        |
| 2             | Bengisu Aygün  | 71            | Beşiktaş          |
| 3             | Büşra Cansu    | 69            | Kuzeyboru         |
| 3             | Deniz Uyanık   | 69            | Nilüfer           |
| 5             | Zehra Güneş    | 66            | VakıfBank         |
| 6             | Eda Erdem      | 64            | Fenerbahçe        |
| 7             | Beyza Arıcı    | 61            | Eczacıbaşı        |
| 8             | Dicle Babat    | 60            | Türk Hava Yolları |
| 9             | Yasemin Güveli | 58            | Çukurova          |
| 10            | Kübra Akman    | 56            | Türk Hava Yolları |

| Battute vincenti | Battute vincenti  | Battute vincenti | Battute vincenti       |
| Pos.             | Nome              | Punti            | Squadra                |
| ---------------- | ----------------- | ---------------- | ---------------------- |
| 1                | Arina Fedorovceva | 92               | Fenerbahçe             |
| 2                | Lucille Gicquel   | 46               | Nilüfer                |
| 3                | Laura Künzler     | 44               | Nilüfer                |
| 4                | Tijana Bošković   | 43               | Eczacıbaşı             |
| 5                | Kiera Van Ryk     | 39               | Türk Hava Yolları      |
| 5                | Aslıhan Kılıç     | 39               | Muratpaşa Sigorta Shop |
| 7                | İlkin Aydın       | 36               | Galatasaray            |
| 8                | Gamze Alikaya     | 35               | Kuzeyboru              |
| 9                | Júlia Bergmann    | 33               | Türk Hava Yolları      |
| 10               | Logan Eggleston   | 29               | Galatasaray            |